# Jaroslav Špelda
Jaroslav Špelda (* 26. Februar 1975 in der Tschechoslowakei) ist ein ehemaliger tschechischer Eishockeyspieler, der zuletzt beim HC Valpellice in der italienischen Serie A1 unter Vertrag stand.

## Karriere
Jaroslav Špelda begann seine Karriere als Eishockeyspieler beim HC Pardubice, für dessen Profimannschaft er von 1992 bis 1995 zunächst in der höchsten tschechoslowakischen Spielklasse, sowie anschließend der tschechischen Extraliga aktiv war. Anschließend verbrachte der Verteidiger drei Jahre in der zweitklassigen 1. Liga beim HC Liberec und HC Berounští Medvědi, ehe er von 1998 bis 2001 für den HC Plzeň in der Extraliga auf dem Eis stand. Nachdem der Linksschütze in der Saison 2001/02 beim HC Becherovka Karlovy Vary unter Vertrag gestanden hatte, wechselte er zum Zweitligisten HC Kladno, mit dem er 2003 auf Anhieb den Aufstieg in die Extraliga erreichte.
Nach insgesamt vier Jahren verließ Špelda den HC Kladno gegen Ende der Saison 2005/06 und schloss sich dem HC Košice aus der slowakischen Extraliga an. Mit dem Spitzenteam unterlag er 2008 zunächst im Playoff-Finale dem HC Slovan Bratislava, ehe er in der Saison 2008/09 erstmals Slowakischer Meister wurde. Für die Spielzeit 2009/10 wechselte er zum HK Nitra aus der slowakischen Extraliga. Im Dezember 2010 wurde er vom HC Eppan Pirates aus der italienischen Serie A2 verpflichtet. Zur Saison 2011/12 schloss er sich Manchester Phoenix aus der English Premier Ice Hockey League an. Die Saison 2012/13 begann er bei HK SKP Poprad, ehe er Ende Januar 2013 nach Italien wechselte. Dort unterschrieb er beim HC Valpellice aus der Serie A1 und beendete am Ende der Saison seine Karriere.

## Erfolge und Auszeichnungen
- 1993 Bronzemedaille bei der U18-Junioren-Europameisterschaft
- 2003 Aufstieg in die Extraliga mit dem HC Kladno
- 2008 Slowakischer Vizemeister mit dem HC Košice
- 2009 Slowakischer Meister mit dem HC Košice